# Polypterus bichir bichir
Polypterus bichir bichir is een ondersoort van de straalvinnige vissen uit de familie van de kwastsnoeken (Polypteridae). De wetenschappelijke naam van de soort is voor het eerst geldig gepubliceerd in 1803 door Lacepède.